# Vicedomino de Vicedominis
Vicedomino de Vicedominis (* 1210 o 1215 - † 6 de septiembre de 1276, Viterbo) fue un cardenal italiano y  cardenal nepote del Papa Gregorio X, el cual lo elevó al cardenalato el 3 de junio de 1273. Desde 1257 hasta 1273 fue arzobispo de Aix, y luego cardenal-obispo de Palestrina. Posiblemente se convirtió en el decano del Colegio de Cardenales en julio de 1275.
De acuerdo con relatos más tardíos, atestiguados por primera vez en el siglo XVII, en la elección papal celebrada después de la muerte del Papa Adriano V fue elegido al papado el 5 de septiembre de 1276 y tomó el nombre de Gregorio XI, pero habiendo muerto al día siguiente en la mañana, su elección no se registró, ya que nunca fue proclamado. La credibilidad de esta historia es impugnada por los historiadores modernos como carente de toda fuente contemporánea.
Sus restos mortales, vestidos con el hábito franciscano, fueron colocados en un sarcófago peperino simple en Basílica de San Francisco alla Rocca de Viterbo. La tumba de Vicedomini sufrió varias modificaciones y ampliaciones en los siglos siguientes, pero debido al bombardeo aliado del 17 de enero de 1944 que dañó gravemente la Basílica, hoy solo queda la estatua original de la lápida.